# Atikums
Els atikums (també coneguts com Aticum o Atikim ) són un poble indígena del Brasil que viu entre els estats de Bahia i Pernambuco.

## Territori
La reserva Atikum, amb una superfície de 15.276 hectàrees i una població de 7.924 indis, es troba a Serra do Umã, al municipi de Carnaubeira da Penha, a Pernambuco.

## Història
La presència d'indígenes a Serra do Umã es remunta probablement al segle XIX. Segons documents del 1801, aquests indis, sota el nom d'Umãs juntament amb altres tribus, es van establir al lloc on van romandre fins al 1819, quan el poble va ser abandonat després de diversos conflictes.
El 1825, diversos grups indígenes es van dispersar per les contrades de Pernambuco, amb els Umã cap a la regió de Serra Negra. No se sap quan va canviar el nom de la tribu, però la reserva es va crear el 1949 per als indis ja coneguts com a atikum.

## Economia
La comunitat té com a activitat principal l'agricultura i no s'enfronta a problemes de tinença de la terra. Considerats bons productors agrícoles, conreen principalment blat de moro, mongetes, fesols de ricí i algunes fruites com el plàtan, la guaiaba, pinya i taronja. També planten mandioca per a la fabricació de farina. També practiquen la caça i tenen petits llocs de ramaderia.
La producció dels atikum subministra les ciutats veïnes i es ven, tant a la localitat com a la fira de Mirandiba.

## Cultura
Els atikum ja no conserven, com a altres comunitats indígenes de Pernambuco, moltes traces de la seva cultura. Encara ballen el toré, però només els més grans es comprometen a preservar aquest costum, quan canten cants, on hi ha traces de la seva llengua materna, l'atikum, acompanyats de maraques de carbassons i fumant pipes de fusta.
En un lloc remot anomenat "gentio", celebren reunions secretes, que segons alguns relats són similars als cultes afrobrasilers.
Les seves característiques físiques indiquen un fort mestissatge amb negres, probablement grups que fugiren de l'esclavitud que es van establir a Serra do Umã.